# Borden-Carleton
Borden-Carleton är en ort i Kanada.   Den ligger i provinsen Prince Edward Island, i den östra delen av landet, 900 km öster om huvudstaden Ottawa. Borden-Carleton ligger 18 meter över havet och antalet invånare är 750.
Terrängen runt Borden-Carleton är platt. Havet är nära Borden-Carleton åt sydväst. Närmaste större samhälle är Summerside, 17,3 km nordväst om Borden-Carleton. 
Trakten runt Borden-Carleton består till största delen av jordbruksmark.